# Pieniężno
Pieniężno (în germană Mehlsack) este un oraș în Polonia.